# Valérie Karsenti

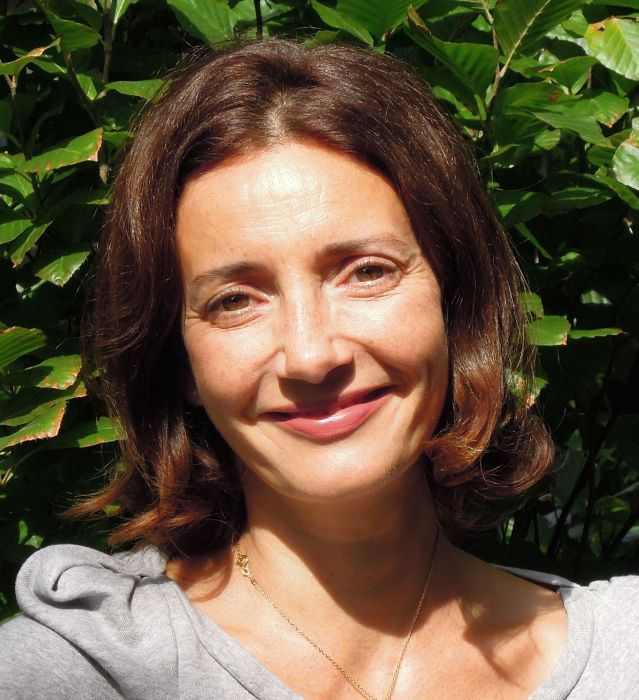
Valérie Karsenti (2011)

Valérie Karsenti (* 26. August 1968 in Pantin, Frankreich) ist eine französische Schauspielerin.

## Leben
Bereits im Alter von 15 Jahren begann Valérie Karsenti ihr Schauspielstudium am renommierten Cours Florent. Es folgte ein weiteres Schauspielstudium an der École nationale supérieure des arts et techniques du théâtre, welches sie 1988 abschloss. Anschließend spielte sie hauptsächlich Theater und war vereinzelt in Filmproduktionen zu sehen. Ihren ersten Filmauftritt hatte sie in dem 1986 erschienenen und von Francis Huster inszenierten Spielfilm On a volé Charlie Spencer! als namenlose Nebendarstellerin. Bereits 1989 spielte sie die Hauptrolle in der 30-teiligen Serie La tête en l'air: Als flugbegeisterte Tochter von Claude Jade und Henri Courseaux war sie allerdings erst 1993 zu sehen, da die Serie erst vier Jahre später ausgestrahlt wurde. In dem 1990 veröffentlichten und von Klaus Biedermann inszenierten Fernsehthriller Sniper debütierte sie in der Hauptrolle der Sandrine an der Seite von Christopher Buchholz.

## Filmografie (Auswahl)
- 1986: On a volé Charlie Spencer!
- 1989: La tête en l'air (Fernsehserie)
- 1990: Sniper
- 2005: Wie sehr liebst du mich? (Combien tu m'aimes?)
- 2006: Engrenages (Fernsehserie, 1 Folge)
- 2008: LOL (Laughing Out Loud)
- 2012: Spin – Paris im Schatten der Macht (Les hommes de l’ombre; Fernsehserie, 6 Folgen)
- 2009: Die Eleganz der Madame Michel (Le Hérisson)
- seit 2009: Scènes de ménages
- 2016: Der zweite Schuss (Tuer un homme)[1]
- 2017: Paul und die Schule des Lebens (L'école buissonnière)
- 2019: Rückkehr in die Bretagne (Paris Brest)
- 2020: La fugue  (Fernsehfilm)
- 2021: Rebecca (Fernsehserie, 8 Folgen)